# Mike Davis
Michael A. "Mike" Davis (ur. 26 lipca 1946 w Nowym Jorku) – amerykański koszykarz, występujący na pozycji rozgrywającego.

## Osiągnięcia
NBA
- Wybrany do All-NBA Rookie Team (1970)[1]